# Galopprennbahn Dresden-Seidnitz

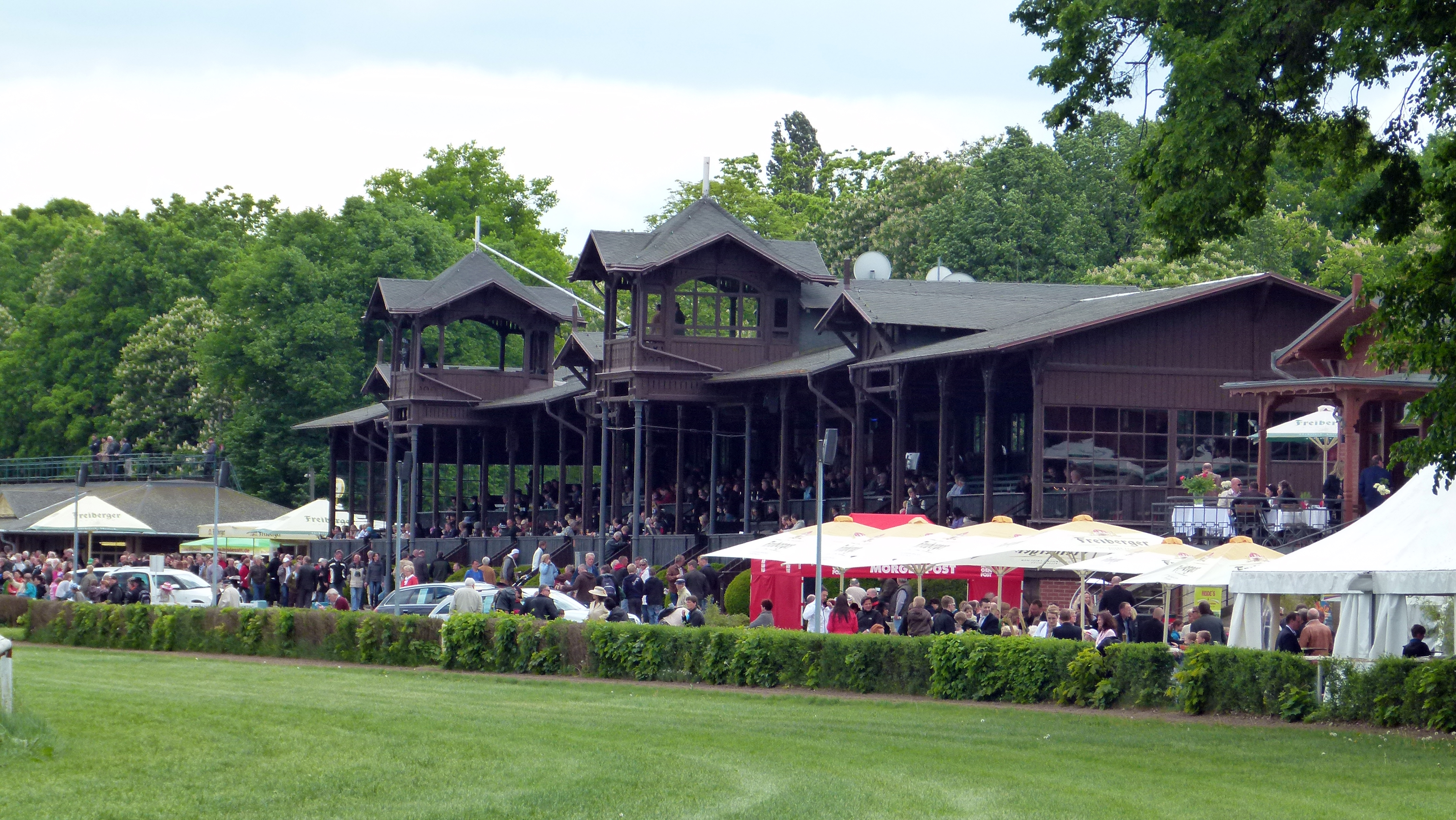
Grasbahn und Haupttribüne an einem Renntag

Die Galopprennbahn Dresden-Seidnitz ist eine denkmalgeschützte Pferderennbahn im Dresdner Stadtteil Seidnitz. Am Himmelfahrtstag 1891 eröffnet, war sie nach der Leipziger Galopprennbahn Scheibenholz die zweite derartige Rennbahn im Königreich Sachsen. Das heute etwa 43 Hektar große parkähnliche Areal, das zugleich die größte Sportanlage der Stadt ist, wird vom Dresdner Rennverein 1890 e. V. betrieben, Präsident ist der Dresdner Unternehmer Albrecht Felgner.

## Lage
Die Rennbahn liegt in der Gemarkung Seidnitz südlich des ursprünglichen Dorfkerns Altseidnitz in Richtung Dobritz und gehört somit zum statistischen Stadtteil Seidnitz/Dobritz (statistischer Bezirk 561 Seidnitz (Rennbahn)) im Stadtbezirk Blasewitz.
Das Oval wurde quasiparallel nordöstlich der Bahnstrecke Dresden–Tetschen errichtet, die an dieser Stelle in Nordwest-Südost-Richtung verläuft. Rund 500 Meter südwestlich des Haupteingangs an der Oskar-Röder-Straße 1 befindet sich der Bahnhof Dresden-Reick. An der gegenüberliegenden langen Geraden verläuft der Straßenzug Winterbergstraße/An der Rennbahn, der als Verlängerung der Hauptallee des Großen Gartens ins südöstlich gelegene Dobritz führt.

## Geschichte
In Dresden gab es Pferderennen bereits im 18. Jahrhundert im Rahmen höfischer Feste. Lord Henry Watkin Williams Wynn (1783–1856), seit 1803 britischer Gesandter in Sachsen, veranstaltete 1805 das erste Wettrennen im Großen Ostragehege mit dem Prinzen Biron von Curland. Später waren es Offiziere der Sächsischen Armee, die sich für die Förderung des Pferdesports einsetzten. Während diese Initiative anfangs noch auf den Widerstand des Kriegsministeriums stieß, weil man wegen der Wetten um die Moral der Offiziere besorgt war, fanden ab 1851 auf Artillerie-Exerzierplätzen der Armee wiederholt verschiedene Pferderennen statt.
Der preußische Premierleutnant Walter von Treskow (1855–1923), Sohn des Rittergutsbesitzers Hermann von Treskow, ließ sich Anfang der 1880er Jahre in Dresden nieder, lebte von den Einkünften aus den väterlichen Gütern und war Privatier seit seiner Hochzeit (1884) mit einer reichen Erbin. Seine umfangreiche Freizeit widmete er dem Pferdesport und fand so südöstlich der Residenzstadt Dresden beim Dorf Seidnitz eine ansprechende Fläche. Im Dezember 1890 kam es schließlich zur Gründung des Vereins Dresdner Reiterheim, dessen erster Vorsitzender er wurde. Der Verein pachtete das Land von acht Bauern und ließ die Rennbahn bauen. Zwei Jahre später, als der Verein die damalige Fläche von 33 Hektar erwerben konnte, nannte er sich in Dresdner Rennverein um.
Die Anlage wurde am 7. Mai 1891 mit sechs Pferderennen eingeweiht; das Eröffnungs-Flachrennen gewann die Halbblutstute des Industriellen Hugo von Hoesch, der den Verein von 1907 bis 1916 leitete. Das erste Trabrennen fand ein Jahr später am 12. Juni 1892 statt. In den folgenden Jahren wurde das Gelände noch erweitert, unter anderem um ein Vereinslokal sowie eine Übungsanlage. Nachdem bereits seit 1875, kurz nach Errichtung des Schlachthofs in der Leipziger Vorstadt, jährlich Pferdeausstellungen in Dresden abgehalten wurden, fand 1894 erstmals eine derartige in Seidnitz statt.
Nach der Jahrhundertwende (und der 1902 erfolgten Eingemeindung von Seidnitz nach Dresden) konnte die Rennbahn zu einer der ersten Adressen im deutschen Pferderennsport weiterentwickelt werden. Im Rahmen des Ausbaus der Eisenbahnstrecke wurde der Personenhaltepunkt Reick eröffnet, außerdem erhielt die Dresdner Straßenbahn eine (heute nicht mehr vorhandene) Gleisschleife. Nicht umgesetzt wurde die um 1910 geplante Verlängerung der vom Hauptbahnhof kommenden Wiener Straße über das diesseitige Ende des Großen Gartens hinaus bis zur Rennbahn.
Auch im Zweiten Weltkrieg, als Pferde bei der Wehrmacht eine bedeutende Rolle hatten, fanden Pferderennen auf der Galopprennbahn statt, das letzte am 1. Dezember 1944. Die Bahn überstand den Krieg weitgehend unbeschadet, die Geschäftsstelle mit Vereinsarchiv auf der Prager Straße 6 hingegen ging in Folge der Luftangriffe auf Dresden verloren. Da es nicht mehr zur geplanten Nutzung als Luftwaffenflugplatz kam, konnten bereits im Oktober 1945 wieder Pferderennen ausgetragen werden.
An die Stelle des zwangsaufgelösten Rennvereins trat 1946 die Pferdezucht- und Reitgenossenschaft Dresden-Seidnitz, die 1953 in den VE Rennbetrieb Dresden umgewandelt wurde. Im Zuge weiterer Umstrukturierungen vereinigte man 1974 alle Pferderennbahnen der DDR beim VEB Vollblutrennbahnen Berlin-Hoppegarten, die Seidnitzer Bahn firmierte seither als VEB Vollblutrennbahnen Betriebsteil Dresden. Der VEB war zuletzt Teil des Kombinats Tierzucht.
Nach der Wende gründete sich am 17. April 1990 der Dresdner Rennverein 1890 e. V., der sich in der Nachfolge des 100 Jahre zuvor gegründeten Vereins sieht. Nach ersten Rekonstruktionen erwarb die Stadt Dresden 1993 das Gelände von der Treuhandanstalt. Zwei Jahre später wurde zwischen Stadt und Verein ein Erbbaurechtsvertrag über 50 Jahre geschlossen. In den Jahren 2000/2001 wurde der Vereinspavillon saniert und im November 2003, anlässlich des 80. Todestages des ersten Vereinspräsidenten, in Walter-von-Treskow-Pavillon benannt. Auf einem sechs Hektar großen Feld im südöstlichen Teil des Innenfelds wurde im Jahr 2010 eine Solaranlage errichtet, die zugleich die erste Solaranlage auf einer Galopprennbahn in Deutschland ist.

## Abbildungen

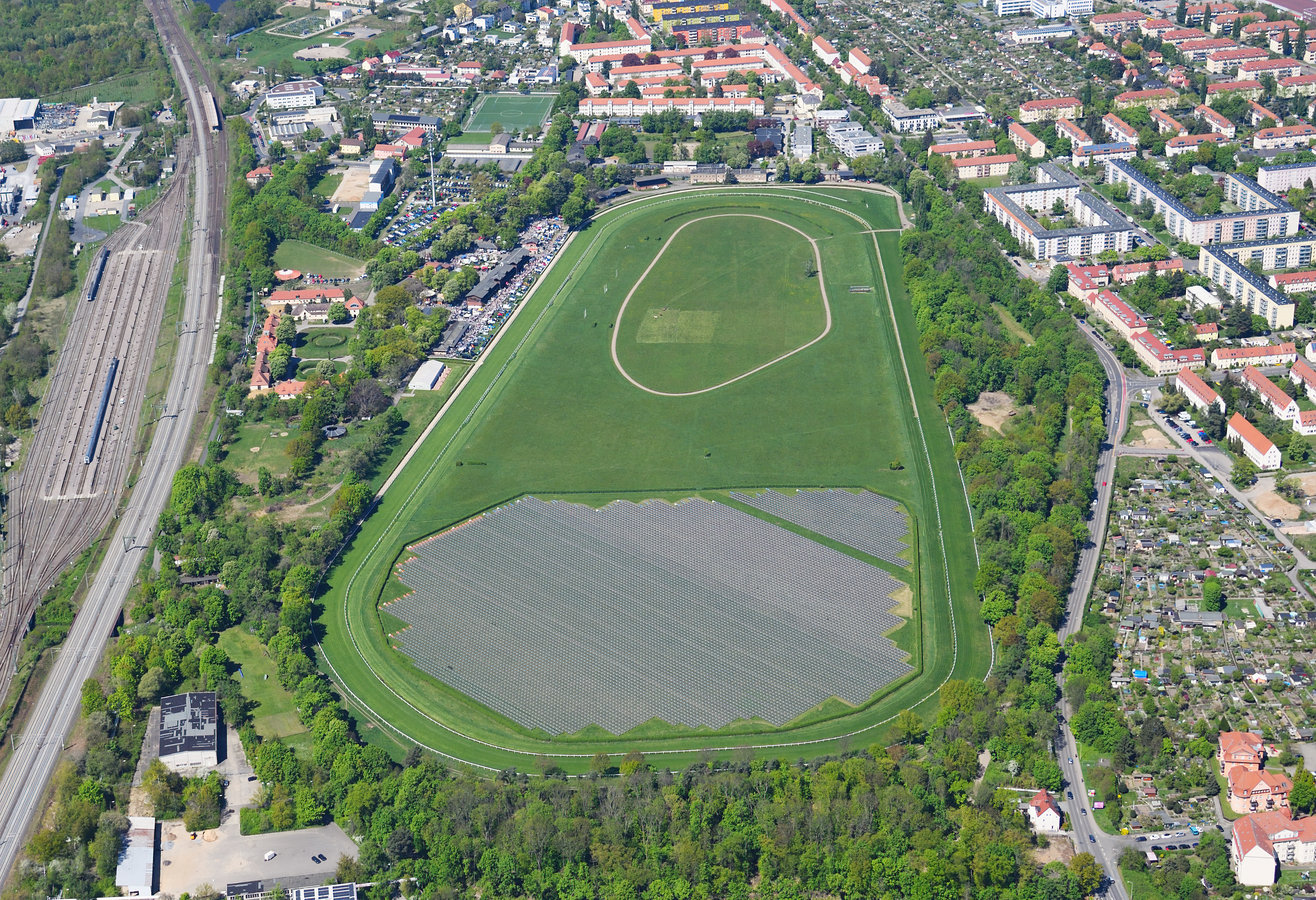
Luftbild der Pferderennbahn
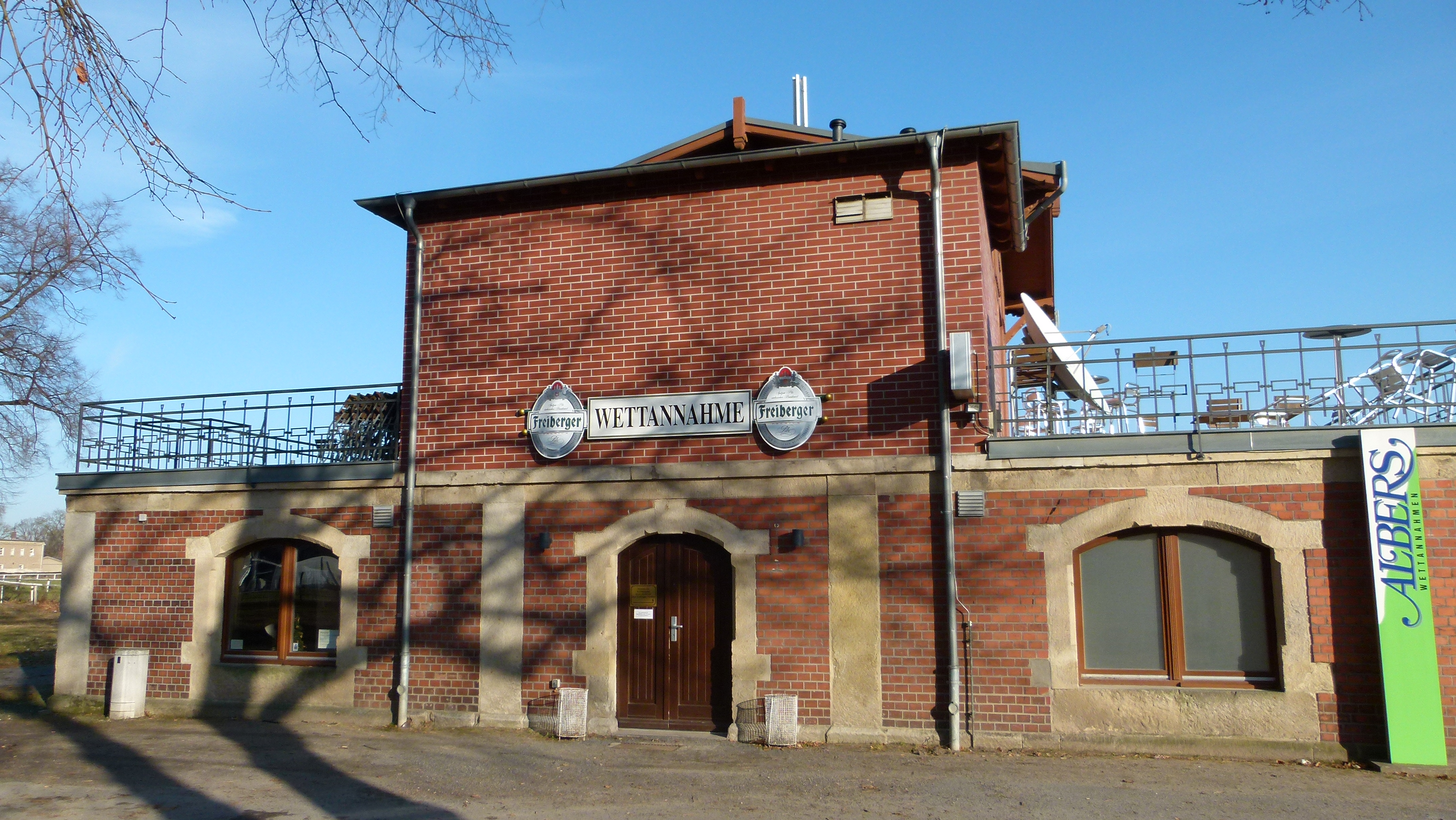
Wettbüro
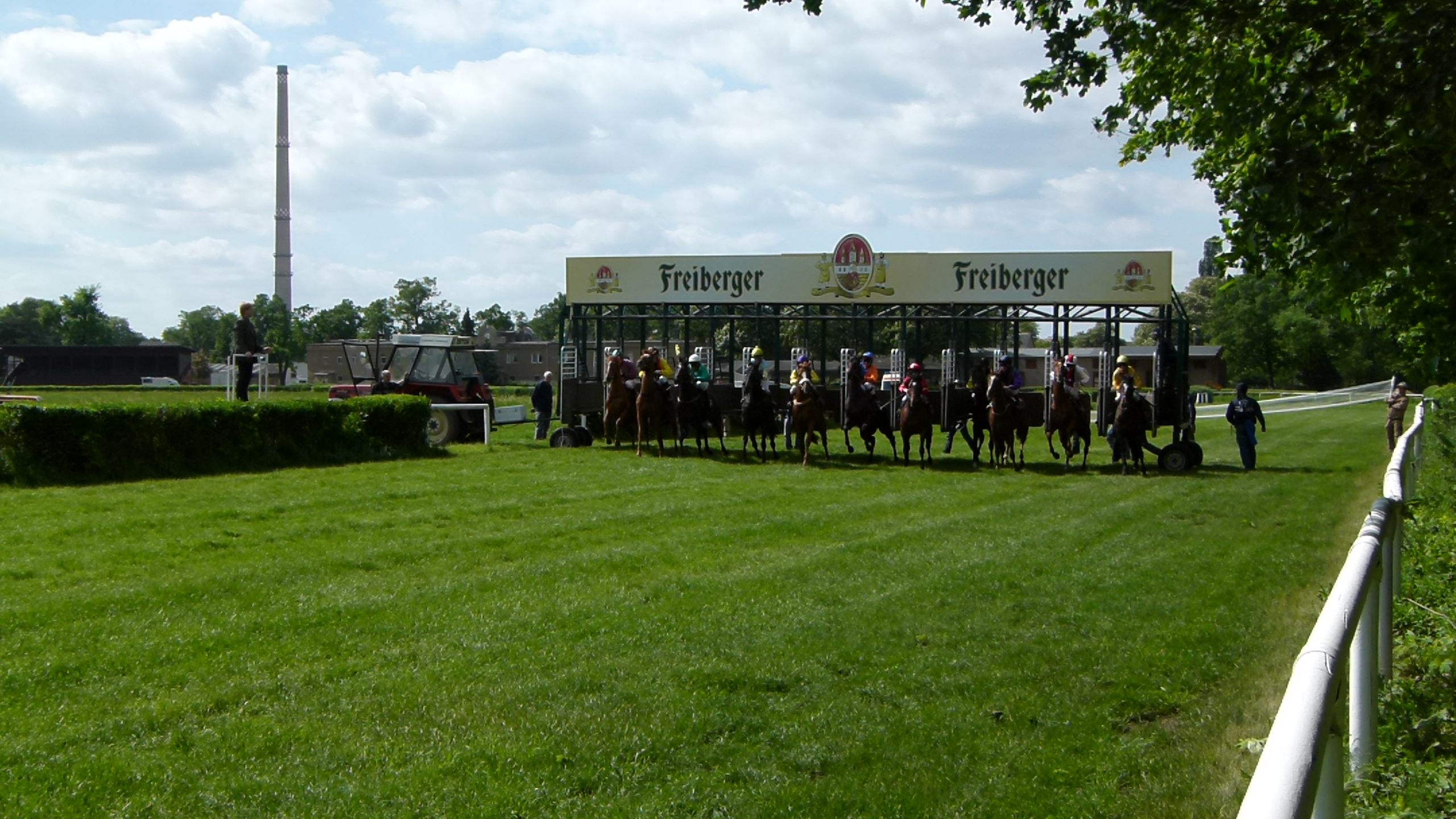
Start aus den Boxen
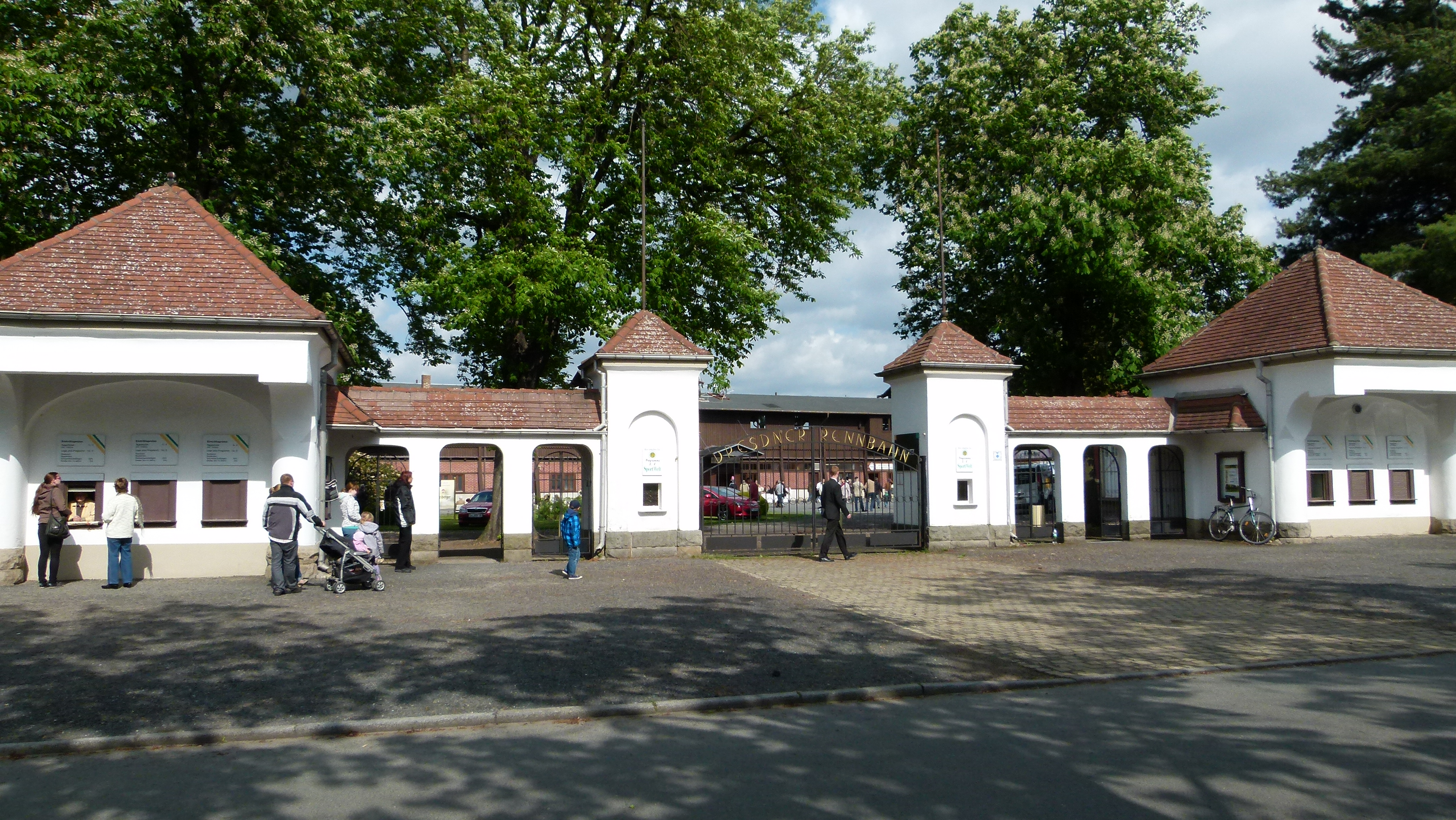
Haupteingang Oskar-Röder-Straße
Geläuf der Pferde mit Gebäude der Seidnitzer Pferderennbahn im Jahr 2024